# Józef Michał Juszyński

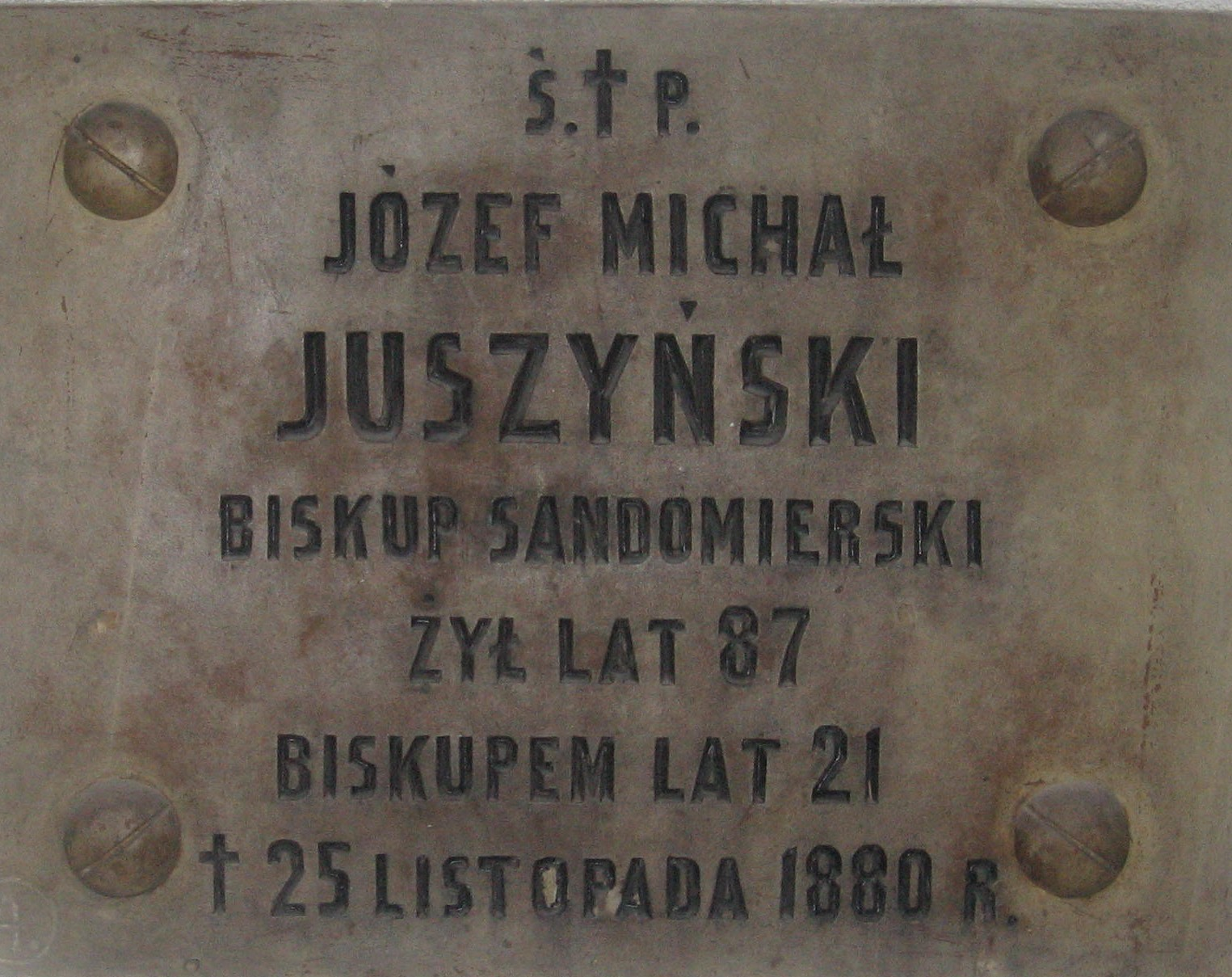
Płyta nagrobna w kryptach katedry w Sandomierzu

Józef Michał Juszyński herbu Twardost (ur. 18 września 1793 w Bielinach, zm. 25 listopada 1880 w Sandomierzu) – polski biskup rzymskokatolicki, biskup diecezjalny sandomierski w latach 1859–1880.

## Życiorys
Józef Michał Juszyński urodził się jako syn Józefa (zm. 1833) i Katarzyny z Nowakowskich (zm. 1833) na plebanii w Bielinach, gdzie proboszczem był ks. Karol Żurkowski, wuj jego matki. Proboszcz ofiarował jego ojcu folwark Szydłówek pod Kielcami. W 1809 ukończył gimnazjum w Kielcach.
W 1812 wstąpił do seminarium duchownego w Kielcach, które ukończył w 1815. Po ukończeniu seminarium pracował jako nauczyciel. Święcenia kapłańskie otrzymał w 1816. Po święceniach pracował nadal jako nauczyciel do 1821, kiedy został proboszczem w Goźlicach. Pełnił wiele funkcji społecznych i kościelnych m.in. od 1833 funkcję rektora szkoły obwodowej w Sandomierzu, a w latach 1845–1849 urząd asesora w Komisji Rządowej Spraw Wewnętrznych i Duchownych.
W 1848 otrzymał probostwo parafii św. Zygmunta w Szydłowcu. W czasie urzędowania w Szydłowcu starał się podnieść autorytet i prestiż społeczny probostwa. Szczególnym poważaniem nowy administrator cieszył się wśród miejscowej szlachty i ziemiaństwa. Znajomości i poparcie ziemiaństwa w dużym stopniu zaważyły o objęciu przez niego w 1852 posady sędziego pokoju okręgu szydłowieckiego. Marszałek szlachty guberni radomskiej Edward Niemojewski, proponując objęcie przez proboszcza urzędu, następująco motywował ten wybór:

„Wziętość, dobre i zacne imię, jakie J. W. Pan posiadasz w obywatelstwie, nastręczają mi ukontentowanie, iż jestem w możności proponować mu przyjęcie tego honorowego urzędu.”

Podobną sympatię zyskał wśród mieszkańców Szydłowca, dla których był autorytetem i przywódcą duchowym. Osobowość księdza sprzyjała zażegnywaniu konfliktów, jakie sporadycznie pojawiały się między proboszczem a wiernymi. Przy parafii utrzymywał dom z przytułkiem, w którym mieszkało od siedmiu do dwunastu osób. Wikariuszem był przy nim ks. Wawrzyniec Szubartowicz, którego późniejszy biskup Juszyński mianował swoim kapelanem.
16 kwietnia 1859 został mianowany biskupem diecezjalnym diecezji sandomierskiej. Konsekracja odbyła się 10 lipca 1859 w Warszawie. Święceń biskupich udzielił mu arcybiskup Antoni Melchior Fijałkowski. Ingres do katedry sandomierskiej odbył 24 lipca 1859. W czasie 21 lat rządów diecezją sandomierską troszczył się o wzrost pobożności i intelektualną formację prezbiterów, wprowadził nabożeństwa majowe, zbudował dom biskupi.
14 września 1861 w sanktuarium na Świętym Krzyżu brał udział w odpuście, który stał się patriotyczną manifestacją tysięcy Polaków. Do powstania styczniowego odnosił się niezbyt przychylnie, nie uznawał zarządzeń władz narodowych, w 1864 przywrócił dziesięciny od chłopów. Bronił więzionych kapłanów, a wielu skazanych za czynny udział w powstaniu i patriotycznych demonstracjach uratował przed zsyłką, katorgą lub uwolnił z więzienia. Dzięki jego interwencji udało się uwolnić przetrzymywanego w twierdzy proboszcza szydłowieckiego Aleksandra Malanowicza.
Zmarł w Sandomierzu 24 listopada 1880. Pochowany został w podziemiach katedry sandomierskiej. W kaplicy Najświętszego Sakramentu znajduje się jego marmurowe epitafium. W Muzeum Diecezjalnym w Sandomierzu eksponowany jest portret biskupa.